# Корнилово (Куньинский район)
Корнилово — деревня в Куньинском районе Псковской области России. Входит в состав Куньинской волости.

## География
Расположена в 16 км к западу от райцентра Кунья на автотрассе Великие Луки — Кунья (М9).

## Население
| 2001 | 2002 | 2010 |
| ---- | ---- | ---- |
| 263  | ↘224 | ↘221 |

Численность населения деревни по оценке на начало 2001 года составляла 263 жителя.

## История
С января 1995 до апреля 2015 года деревня входила в состав ныне упразднённой Ущицкой волости.